# ابن عبديس

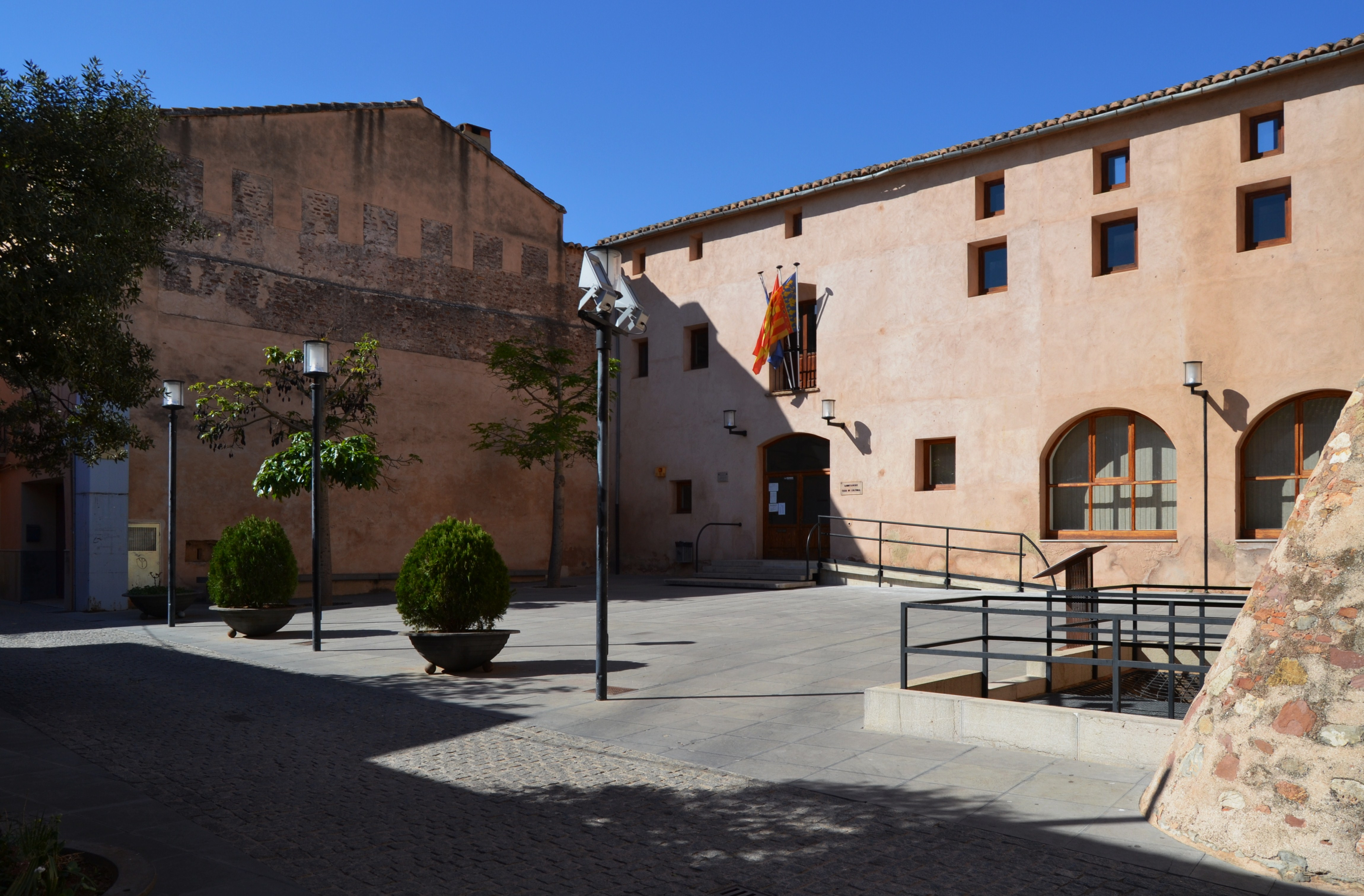
ساحة مبنى البلدية

ابن عبديس هي بلدية في منطقة بلنسية بإسبانيا.